# Rifugio Pomedes
Il rifugio Pomedes è un rifugio alpino delle Dolomiti. È situato nel comune di Cortina d'Ampezzo, a 2303 metri di quota, nel gruppo delle Tofane.
È stato costruito nel 1956 dall'alpinista Luigi Ghedina.
Il rifugio Pomedes costituisce il punto più alto della corsa Cai Snow Run.

## Vie ferrate
Il Rifugio Pomades è punto di partenza di diverse ferrate o sentieri attrezzati:
- Olivieri,
- Lipella,
- Aglio,
- Astaldi

## Accessi
- Il rifugio è raggiungibile con la seggiovia da Rumerlo: stazione di partenza Pié Tofana
- A piedi: 
  - dal rifugio Angelo Dibona (2083 m) tramite il sentiero CAI n. 403 fino al bivio con il sentiero Astaldi, poi tramite una piccola ferratina si giunge vicino al rifugio Pomedes.
  - Sempre dal rifugio Dibona tramite il sentiero CAI n. 421.
  - dal rifugio Duca d'Aosta (2098 m), tramite sentiero n. 420.
  - dal rifugio Giussani per il sentiero attrezzato Astaldi. Percorrenza: 1 h - Difficoltà: EEA